# Nothingface
Nothingface fue una banda norteamericana de nu metal originaria de Washington D. C. La banda está caracterizada por sus letras gráficas y acerca de política (especialmente en sus últimos trabajos).

## Historia
Nothingface fue formada en 1994 por el vocalista David Gabbard, el guitarrista Tom Maxwell, el bajista Bill Gaal y el baterista Chris Houck. Esta formación editó tres demos en formato casete antes de que Gabbard dejase la banda, siendo sustituido por Matt Holt. Entonces, la banda grabó una demo, esta vez en formato CD, llamada Nothingface y que contenía diez canciones. El sello DCide descubrió a la formación gracias a este demo, y ofreció un contrato a sus integrantes para grabar un disco, que saldría al mercado bajo el nombre de Pacifier, el 6 de febrero de 1997. Su continuación, An Audio Guide to Every Day Atrocity, fue publicado el 22 de septiembre de 1998.
Dos años después salió al mercado Violence, el 10 de octubre de 2000, bajo el sello TVT Records. Poco después de la edición de este trabajo, el baterista Chris Houk abandonó la banda, y fue sustituido por Tommy Sickles, quien había pertenecido anteriormente a Ingredient 17, en donde era compañero del vocalista Matt Holt. Un año después, en 2001, el siguiente en dejarlo fue el bajista Bill Gaal para embarcarse en una carrera de productor e ingeniero de sonido, por lo que fue reemplazado por Jerry Montano, antiguo miembro de The Deadlights. Sin embargo, pocos meses después Gaal regresó s su posición de bajista.
Skeletons, el cuarto álbum del grupo, fue publicado el 22 de abril de 2003 en el sello TVT Records, siendo el último en dicha compañía discográfica. Una de las canciones presentes en el disco, "Ether", aparece en la banda sonora de la película Freddy contra Jason. La canción llamada "Down in Flames", presente en la edición inglesa de "Skeletons" como Bonus Track, fue incluida en la banda sonora de la película "The Texas Chainsaw Massacre".
El 10 de febrero de 2004, Nothingface anunció un comunicado de separación, citando motivos personales y musicales, además de problemas con las compañías discográficas. Bill Gaal formó el grupo Kingdom of Snakes, mientras que Tom Maxwell y Tommy Sickles ingresaron en Blessed in Black junto con el vocalista Billy Keeton y el bajista Jerry Montano.
El 24 de noviembre de 2005, un post en el sitio web Jägermeister anunciaba que Nothingface abriría en un concierto de Disturbed en 2006. La alineación del grupo para este concierto fue la de Matt Holt como vocalista, Tom Maxwell como guitarrista, el bajista Jerry Montano y el batería Tommy Sickles. Durante ese tiempo, la banda escribió alrededor de 40 canciones de las cuales 2 fueron lanzadas a la luz pública a través del sitio web de aquel entonces: "Walking on Bodies" y "Let it Burn".
Por su parte, el guitarrista Tom Maxwell y el bajista Jerry Montano formaron Hellyeah, un supergrupo junto con Vinnie Paul de Pantera y Chad Gray y Greg Tribbett de Mudvayne. Su álbum debut fue editado el 10 de abril de 2007. Poco después de la edición de este álbum, Montano fue despedido de la banda después de amenazar con una pistola a Tom Maxwell durante la fiesta de presentación del disco, en estado de ebriedad.
Durante la primera mitad de abril de 2008, la banda lanzó un boletín a través de Myspace, ahí cambiaron su imagen de perfil por una de la banda en el estudio de grabación, dando a entender que están trabajando en nuevo material. El 20 de mayo, postearon un corto video en YouTube donde aparecen ellos tocando, enviaron un boletín a Myspace mostrando éste video. Desde entonces, Nothingface ha lanzado cuatro videos más de este tipo.
El 24 de mayo, fue anunciado a través de Blabbermouth.net que los miembros originales Bill Gaal y Chris Houck se reincorporaron a Nothingface, con Tommy Sickles ahora tocando batería en el grupo de L.A., Noise Within. Recientemente fue anunciado que "la banda se encuentra en los estudios Wrightway en Baltimore, MD por las siguientes 2 semanas escribiendo y grabando". 
El 8 de abril de 2009, Nothingface lanzó la remasterización de su álbum homónimo "Nothingface". El cual incluye temas remasterizados como también un nuevo arte de disco. El álbum fue lanzado en formato digital como también en una versión limitada en vinilo.
El 14 de agosto de 2009, fue anunciado a través de Blabbermouth.net que Nothingface se separaría, con Tom Maxwell citando la falta de ética de trabajo por parte de Matt Holt como la razón principal de la no realización de un álbum que ha tomado tres años en progresar, como también su propia decisión de irse. Houck luego comentó que esta es "sólo una parte de la historia" y que "había muchos otros factores en todo esto que no tienen relación con Matt (Holt)".
El 1 de septiembre de 2009, la banda lanzó la canción "One Thousand Lies" en su sitio Web oficial. Es la "primera versión" de un demo que fue grabado en marzo de 2008.

## Miembros

### Actuales
- Matt Holt † - Voz
- Tom Maxwell - Guitarra
- Chris Houck - Batería
- Bill Gaal - Bajo

### Antiguos
- Jerry Montano - Bajo
- David Gabbard - Voz
- Tommy Sickles - Batería

## Discografía

### Álbumes
| Fecha de lanzamiento     | Título                              | Sello              |
| 6 de febrero de 1997     | Pacifier                            | DCide              |
| 22 de septiembre de 1998 | An Audio Guide to Everyday Atrocity | Metal Mayhem Music |
| 5 de septiembre de 2000  | Violence                            | TVT Records        |
| 22 de abril de 2003      | Skeletons                           | TVT Records        |
| 30 de abril de 2009      | Nothingface (Remasterizado)         | SICK6 Records      |

### EP
| Fecha de lanzamiento | Título                  | Sello       |
| 1994                 | Braid                   |             |
| 2003                 | Skeletons Album Sampler | TVT Records |

### Sencillos
| Año  | Canción   | US Hot 100 | U.S. Modern Rock | U.S. Mainstream Rock | Álbum    |
| ---- | --------- | ---------- | ---------------- | -------------------- | -------- |
| 2001 | "Bleeder" | -          | -                | 32                   | Violence |

## Canciones inéditas

### Con David Gabbard
| Año  | Canción        | Duración | Álbum                     |
| ---- | -------------- | -------- | ------------------------- |
| 1994 | "On the Edge"  | 3:05     | Braid                     |
| 1994 | "Prayer"       | 3:56     | Braid                     |
| 1994 | "Confusion"    | 6:00     | Braid                     |
| 1994 | "Damage"       | 3:35     | Braid                     |
| 1994 | "Fast as Fuck" | 4:13     | Braid                     |
| 1994 | "Circle"       | 3:11     | Braid                     |
| 1994 | "Mommi"        | N/A      | Thicker                   |
| 1994 | "Insane"       | N/A      | Thicker                   |
| 1994 | "Mrs. Greedy"  | N/A      | Thicker                   |
| 1994 | "Instant G"    | N/A      | Thicker                   |
| 1994 | "Dry"          | N/A      | Thicker                   |
| 1994 | "Blood"        | N/A      | Thicker                   |
| 1994 | "Hate You"     | 4:21     | 3 Songs You Haven't Heard |
| 1994 | "Piss"         | 4:00     | 3 Songs You Haven't Heard |
| 1994 | "Evil Man"     | 4:35     | 3 Songs You Haven't Heard |

### Con Matt Holt
| Año  | Canción                         | Duración | Álbum               |
| ---- | ------------------------------- | -------- | ------------------- |
| 1997 | "3 Rooms"                       | 3:15     | Unknown             |
| 1996 | "Carousel"                      | 4:04     | 1995 Álbum homónimo |
| 1996 | "Deprive"                       | 3:14     | 1995 Álbum homónimo |
| 1996 | "Godkill"                       | 4:07     | 1995 Álbum homónimo |
| 1996 | "Severed"                       | 4:56     | 1995 Álbum homónimo |
| 1997 | "Peeling Skynard"               | N/A      | Demo de Audio Guide |
| 1999 | "How Long"                      | 4:26     | Demo de Violence    |
| 2001 | "Everything I Hate"             | N/A      | Desconocido         |
| 2002 | "The Principles of Gangsterism" | 3:14     | Demo de Skeletons   |
| 2002 | "In the Wake Of"                | 4:18     | Demo de Skeletons   |
| 2005 | "Walking on Bodies"             | 3:38     | Demo 2005           |
| 2005 | "Let It Burn"                   | 2:44     | Demo 2005           |
| 2008 | "A Thousand Lies"               | N/A      | Sesión 2008         |
| 2008 | "The End"                       | N/A      | Sesión 2008         |